# Ganglion inférieur du nerf vague
Le ganglion inférieur du nerf vague (ou ganglion plexiforme ou ganglion nodosum) est un ganglion sensitif du système nerveux périphérique.

## Description
Le ganglion inférieur du nerf vague est situé dans le foramen jugulaire à la sortie du crâne du nerf vague et au-dessous du ganglion supérieur du nerf vague. Il est plus grand que celui-ci,.

## Structure
Les neurones du ganglion inférieur du nerf vague sont pseudo-unipolaires. Les axones des neurones qui innervent les papilles gustatives de l'épiglotte se synapsent dans la partie rostrale du noyau du faisceau solitaire. Les axones des neurones qui fournissent des informations sensorielles générales se synapsent dans le noyau spinal du trijumeau. Les axones des neurones qui innervent les corps aortiques, l'arc aortique, le tractus respiratoire et gastro-intestinal se synapsent dans la partie caudale du noyau solitaire.

## Zone d'innervation
Les neurones du ganglion inférieur du nerf vague innervent les papilles gustatives de l'épiglotte, les chimiorécepteurs des corps para-aortiques et les barorécepteurs de l'arc aortique. Et leur majorité assurent l'innervation sensorielle du cœur, des voies respiratoires, des voies gastro-intestinales et d'autres organes abdominaux comme la vessie.